# Ankur Khanna
Ankur Khanna to indyjski aktor, który zadebiutował w 2005 roku w wysoko ocenionym przez krytyków filmie Amu u boku Konkony Sen Sharmy

## Filmografia
1. Bhoomi (2009)
2. Saas Bahu Aur Sensex (2008)
3. Sirf (2008) .... Rahul
4. Chaurahen (2007) .... Farooq
5. Yun Hota To Kya Hota (2006) .... Rahul Bhide
6. Amu (2005) .... Kabir

## Podziękowania
- w filmie Aparny Sen - Mr. and Mrs. Iyer (2002)